# Třída Friant
Třída Friant byla třída chráněných křižníků francouzského námořnictva. Celkem byly postaveny tři jednotky této třídy. Ve službě byly od roku 1895.

## Stavba
Celkem byly postaveny tři jednotky této třídy. Do služby byly přijaty v letech 1895–1896. Stavbu provedly francouzské loděnice Arsenal de Cherbourg v Cherbourgu a Arsenal de Brest v Brestu.
Jednotky třídy Friant:
| Jméno             | Loděnice             | Založení kýlu | Spuštěna       | Vstup do služby | Poznámka                                                          |
| ----------------- | -------------------- | ------------- | -------------- | --------------- | ----------------------------------------------------------------- |
| Bugeaud           | Arsenal de Cherbourg | 1891          | 29. srpna 1893 | květen 1896     | Vyškrtnut 1911.                                                   |
| Chasseloup Laubat | Arsenal de Cherbourg | 1891          | 17. dubna 1893 | 1895            | Plovoucí kasárna 1911.                                            |
| Friant            | Arsenal de Brest     | 1891          | 17. dubna 1893 | dubna 1895      | V letech 1918–1920 mateřská loď ponorek. Vyškrtnut v červnu 1920. |

## Konstrukce

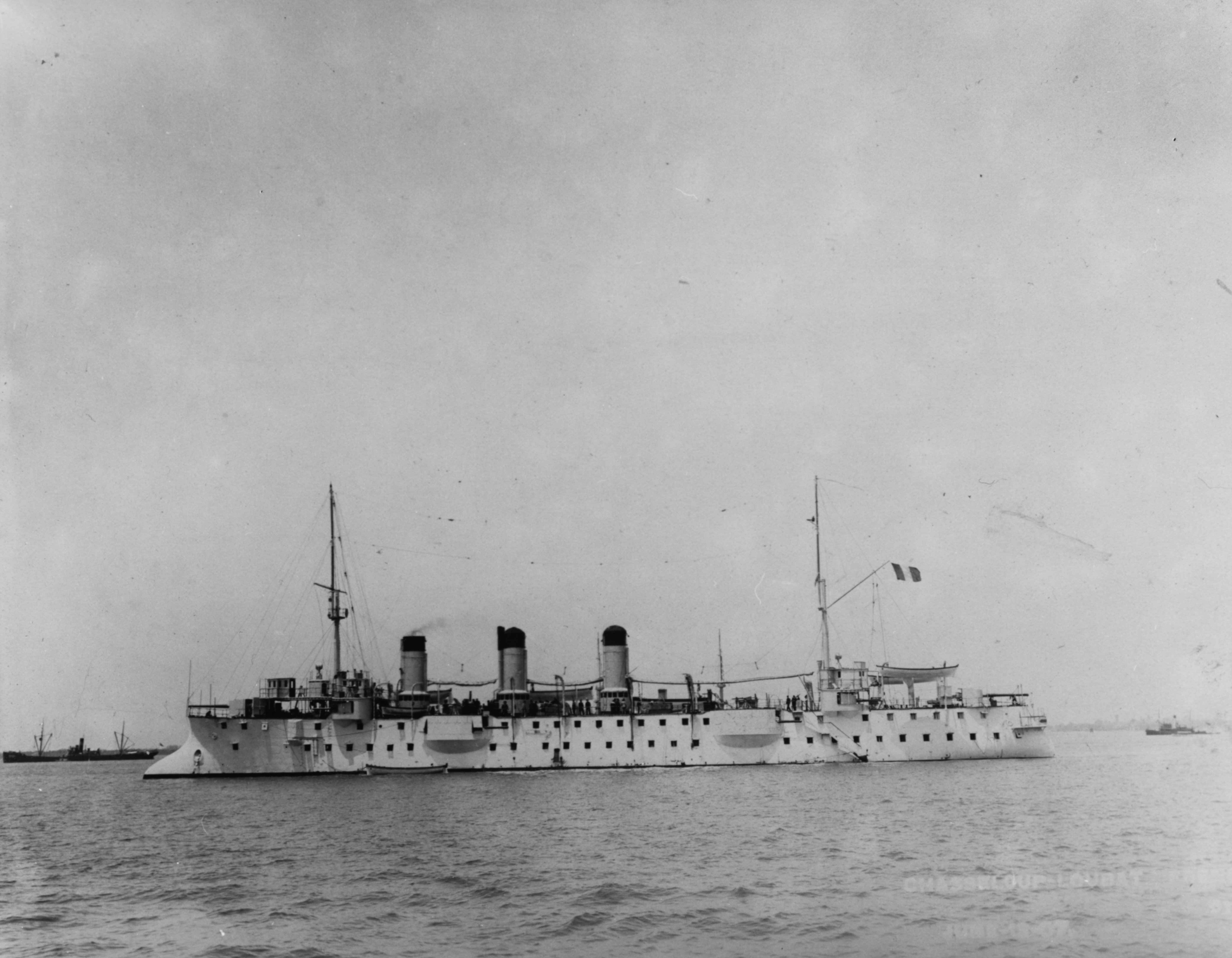
Chasseloup Laubat

Hlavní výzbroj tvořilo šest 165mm kanónů, které doplňovaly čtyři 100mm kanóny, čtyři 47mm kanóny, jedenáct 37mm kanónů a dva 350mm torpédomety. Základem pancéřové ochrany byla 30mm pancéřová paluba s 80mm skloněnými konci. Pancéřování chránilo rovněž štíty děl a můstek. Pohonný systém jednotlivých plavidel se lišil počtem a dodavatelem použitých kotlů. Například Friant měl dvacet kotlů Niclausse a dva parní stroje s trojnásobnou expanzí o výkonu 9500 hp, pohánějící dva lodní šrouby. Nejvyšší rychlost dosahovala 18,7 uzlu. Křižníky měly tři komíny. Nesly 577 tun uhlí. Dosah byl 6000 námořních mil při rychlosti 10 uzlů.